# Cirroc Lofton
Cirroc Lofton, född den 7 augusti 1978 i Los Angeles i Kalifornien, är en amerikansk skådespelare.
Lofton är mest känd för sin roll som Jake Sisko i tv-serien Star Trek: Deep Space Nine.
Lofton är släkt med basebollspelaren Kenny Lofton.

## Fotnoter
1. ↑  Internet Movie Database, IMDb-ID: nm0517467co0047972, läst: 21 juli 2015.[källa från Wikidata]
2. ↑  Internet Speculative Fiction Database, ISFDB författar-ID: 238197, läst: 9 oktober 2017.[källa från Wikidata]